# Arroz del Delta del Ebro

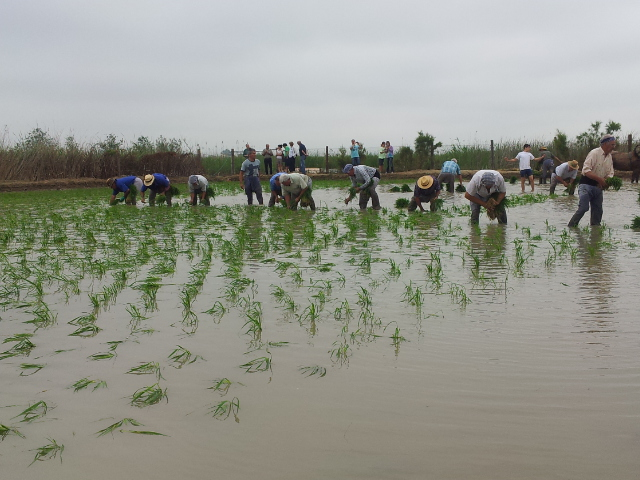
Arrozales del Delta del Ebro. Fiesta de la plantada.

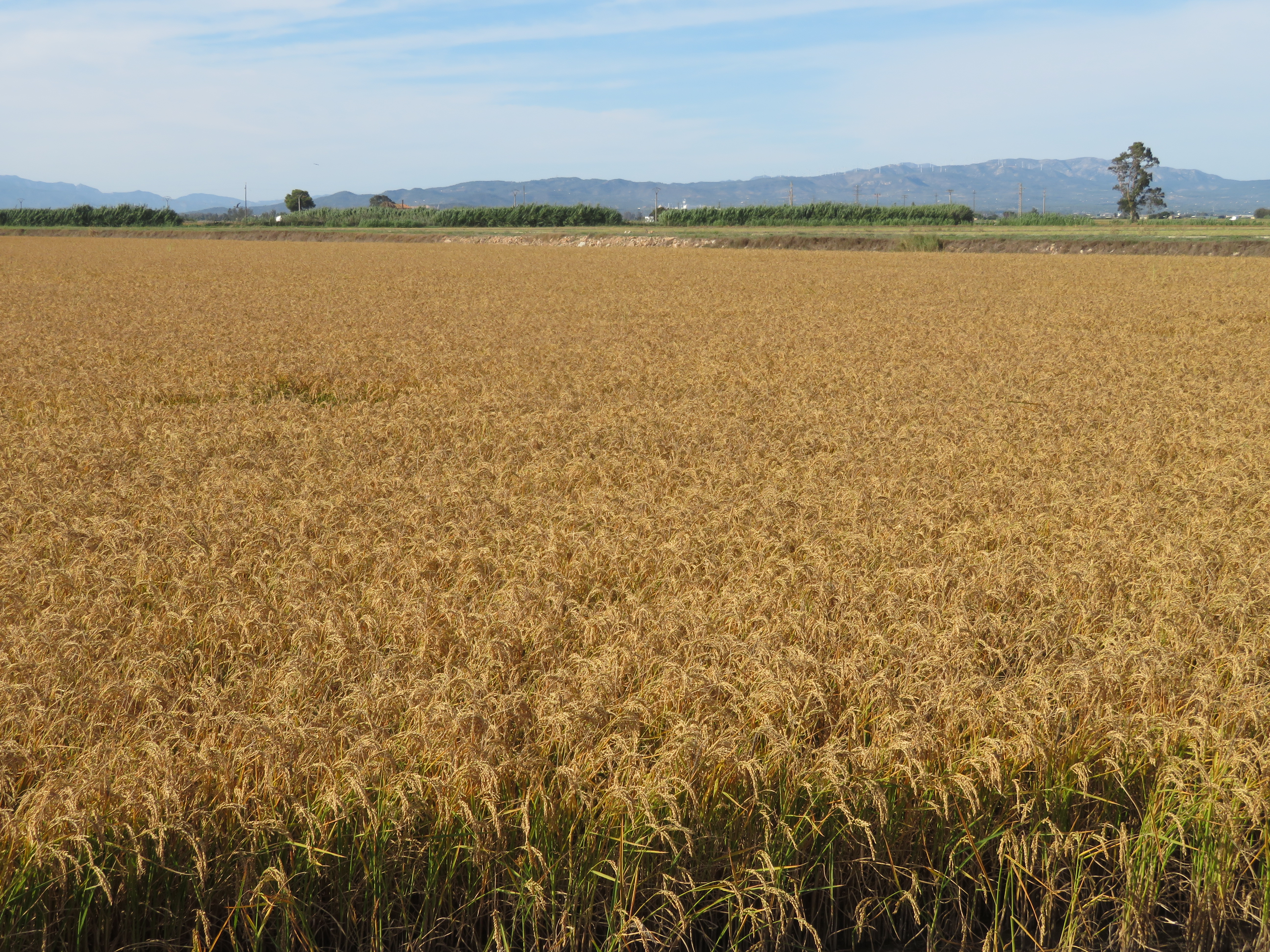
Delta del Ebro: Arrozal listo para ser cosechado

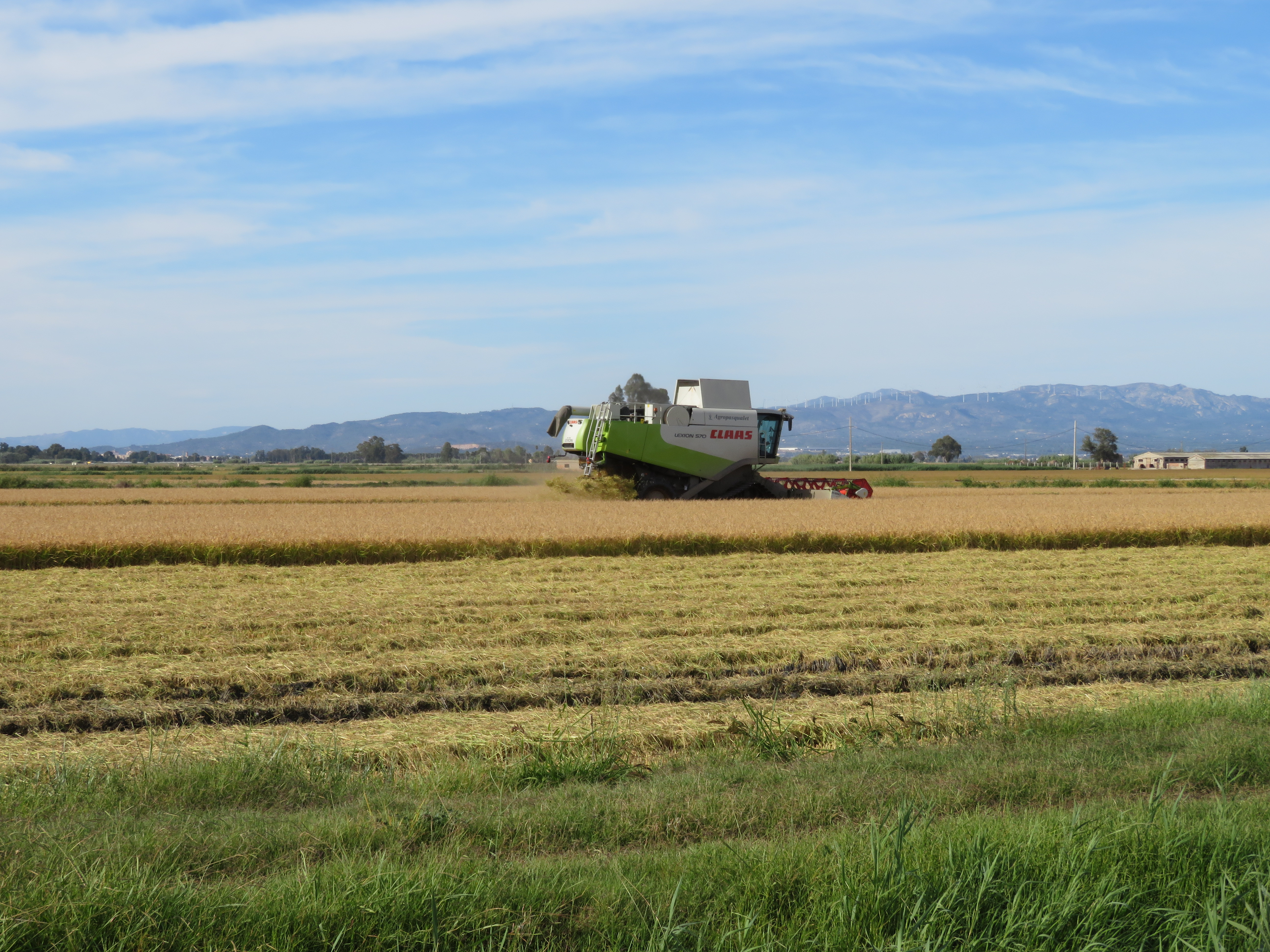
Delta del Ebro: Cosechadora recolectando arroz

El arroz del Delta del Ebro es un arroz calificado con Denominación de Origen Protegida por el Departamento de Agricultura, Ganadería y Pesca de la Generalidad de Cataluña y ratificado con Denominación Específica por el Ministerio de Agricultura, Pesca y Alimentación de España y reconocida por la UE.
Las tierras regadas por la desembocadura del río Ebro forman un delta con características propias y diferentes a las de otras zonas arroceras, lo que le confieren una calidad especial a los arroces cultivados en ellas.
La zona de producción la configuran principalmente los términos municipales de Deltebro y San Jaime y parte de las aldeas de Ampolla, Amposta, Camarles y San Carlos de la Rápita.
La Denominación de Origen Protegida del arroz del Delta del Ebro sigue un exhaustivo proceso de calidad, desde la selección de las semillas que se siembran, el cuidado de los arrozales hasta su envasado final. La Cámara Arrocera de Montsiá, situada en la margen derecha del Ebro, en Amposta, y Arroceros del Delta del Ebro, entidad situada en la margen izquierda, son actualmente las dos únicas entidades certificadoras.
El arroz que puede comercializarse con esta denominación es el procedente de varias variedades, la principal de las cuales es el bahía. El resto de variedades son: Tebre, Sènia, Fonsa, Bomba y Montsianell.
Se presenta exclusivamente en la categoría extra (etiqueta roja). Se puede envasar en caja de cartón o bolsa de plástico, con un peso neto de 0'5, 1, 2 y 5 kg. El arroz se comercializa con su distintivo y con la marca Q.